# Пановка (Башкортостан)
Пановка — бывшая деревня Кубиязовского сельсовета Аскинского района Башкортостана. Располагалась к юго-востоку от райцентра на реке Бильгишка (правом притоке реки Тюй).
Исключена из списков населённых пунктов в 1980 году согласно Указу Президиума ВС Башкирской АССР от 05.11.1980 № 6-2/359 «Об исключении некоторых населенных пунктов из учетных данных по административно-территориальному делению Башкирской АССР» в связи с переселением жителей и фактическим прекращением существования деревни.